# Einbeck
Einbeck este un oraș din landul Saxonia Inferioară, Germania.